# Cryogeen
Cryogene omstandigheden zijn omstandigheden bij zeer lage temperatuur.
Een cryogeen experiment is een experiment bij een (kunstmatige) zeer lage temperatuur, met name in een natuurkundig laboratorium. 
Letterlijk betekent cryogeen koudmakend.

## Wetenschap
Vaak worden voor cryogene experimenten in de natuurkunde stoffen gebruikt die bij kamertemperatuur gasvormig zijn en al koken en verdampen bij temperaturen net boven het absolute nulpunt. Belangrijk hiervoor zijn distikstof, diwaterstof en helium, met een kookpunt van respectievelijk 77 K, 20 K en 4,2 K. Vloeibare stikstof kost ongeveer evenveel als melk en wordt in grote hoeveelheden voor allerlei experimenten ingezet. Vloeibaar helium is veel duurder en als gevolg van zijn veel lagere verdampingswarmte lastiger om te transporteren, vanwege benodigde isolatie. Het wordt dan ook alleen voor specifieke experimenten ingezet die een extreem lage temperatuur nodig hebben en wordt dan ter plekke uit heliumgas aangemaakt.
Veel wetenschappelijke experimenten hebben baat bij lage temperaturen, omdat de atomen bij zulke temperaturen veel minder snel bewegen en omdat er bij lage temperaturen minder ruis in elektronische circuits optreedt. Ook hebben sommige stoffen verrassende eigenschappen bij lage temperaturen, zoals supervloeibaarheid en supergeleiding.

## Cryogeen transport
Aardgas wordt bij cryogene temperaturen, vloeibaar per gastanker getransporteerd en heet dan lng. Het heeft per gewichtseenheid een volume dat bijna 700 keer lager ligt dan in gasvorm.

### Ruimtevaart
In de ruimtevaart worden de brandstof, in de vorm van waterstof of methaan, de oxidator, in de vorm van zuurstof, en het drijfgas, in de vorm van helium, cryogeen-vloeibaar in de tanks van de te lanceren raket geladen.